# Ferd Hugas

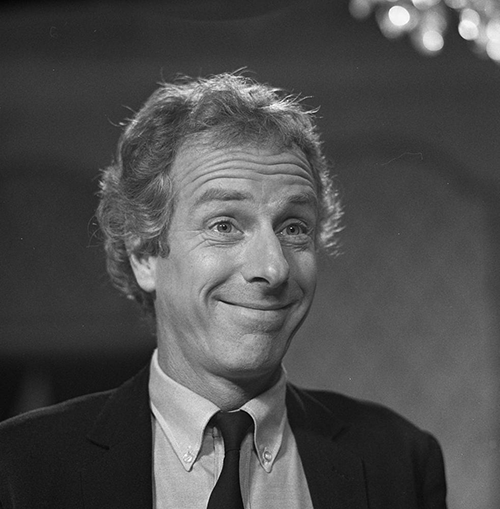
Ferd Hugas (1981)

Hendrik Johannes Ferdinand „Ferd“ Hugas (* 14. Mai 1937 in Den Haag; † 3. Februar 2025) war ein niederländischer Schauspieler und Drehbuchautor.

## Leben
Ab Mitte der 1970er Jahre spielte Hugas regelmäßig für Film und Fernsehen. Eine seiner bekanntesten Fernsehrollen war die des Grafen Grauenstein in der Serie Das Geheimnis des siebten Weges. Ebenso übernahm er in der Serie Medisch Centrum West die Rolle des Leo Koning, des Vaters des Bösewichts Eric Koning. Für diese Serie war er auch als Drehbuchautor tätig.